# Union 05 Kayl-Tétange
Union 05 Kayl-Tétange – luksemburski klub piłkarski z siedzibą w mieście Kayl w południowo-zachodnim Luksemburgu.

## Historia
Chronologia nazw:
- 1914—2005: SC Tétange
- od 2005: Union 05 Kayl-Tétange

Klub został założony w 2005 roku jako Union 05 Kayl-Tétange w wyniku fuzji dwóch miejscowych zespołów z komuny Kayl: Jeunesse Kayl 07 i SC Tétange.
Jeunesse Kayl 07 został założony w 1907 roku. Podczas okupacji niemieckiej w Luksemburgu został przymusowo przemianowany na SV 07 Kayl Wacker. W 1944 roku powrócił do pierwotnej nazwy. Do połączenia w 2005 roku Jeunesse Kayl sześć sezonów spędził w drugiej lidze.
SC Tétange został założony w 1914 roku. W 1922 po raz pierwszy debiutował w pierwszej lidze. W latach 1940–1944 przymusowo nazywał się FK Tetingen. Od 1947 do 1961 klub występował z wyjątkiem sezonu 1955/56 w pierwszej lidze. W 1969 ponownie awansował do pierwszej ligi, w której grał do 1973. W kolejnych latach klub degradował w klasach, a w 1992 okazał się w 5 lidze. W ostatnim sezonie przed połączeniem klub grał w drugiej lidze. Największym sukcesem w historii klubu było zdobycie Pucharu Luksemburga w 1951.
W sezonie 2010/2011 zespół zajął 1.miejsce w Division d'Honneur i wywalczył awans do Nationaldivisioun.

## Sukcesy
- Mistrzostwo Luksemburga:
  - 4.miejsce (1): 1958
- Puchar Luksemburga:
  - zdobywca (1): 1951

## Stadion
Klub na przemian korzysta ze swoich dwóch stadionów: Stade Victor Marchal w Kayl oraz Rue De Dudelange w Tétange.